# Running on Empty (1988)
Running on Empty  is een film uit 1988 van regisseur Sidney Lumet met in de hoofdrollen Judd Hirsch, Christine Lahti en River Phoenix. 
De film is losjes geïnspireerd op ware gebeurtenissen en wel het onderduiken van het echtpaar Bill Ayers en Bernadine Dohrn, de leiders van de organisatie The Weatherman. Deze organisatie was tegen de oorlog in Vietnam en verantwoordelijk voor een aantal bomaanslagen op overheidsgebouwen.
De film was succesvol en bracht uiteindelijk bijna drie miljoen dollar op. De critici waren lovend, al vonden sommige critici de mix van een film over politieke activisten en de soap rond hun tienerzoon minder geslaagd. De film scoorde 82% op Rotten Tomatoes.

## Verhaal
Annie en Arthur Pope zijn radicale anti-oorlogsactivisten en in de jaren zeventig betrokken geweest bij een bomaanslag op een laboratorium dat napalm maakte voor de oorlog in Vietnam. Bij de aanslag raakte een conciërge blind en verlamd. Het koppel wordt nu gezocht door de FBI en duikt onder samen met hun tweejarig zoontje. Hoewel ze financieel worden ondersteund door hun mede-activisten hebben ze het niet breed, zeker als een tweede zoon wordt geboren. Om arrestatie te voorkomen trekken ze van stad naar stad en wisselen steeds van identiteit. Als de film begint is hun eerste zoon, Danny, inmiddels een jaar of zestien. Zijn ouders zijn weer ternauwernood ontsnapt aan de FBI en hebben zich in een nieuwe stad gevestigd. Terwijl zijn ouders een baantje zoeken, meldt Danny zich bij lokale middelbare school. Tijdens de muzieklessen valt het de muziekleraar, Philips, op dat Danny een grote klassieke muziekkennis heeft en een uitstekend pianist is. Phillips krijgt interesse voor zijn nieuwe pupil en probeert zijn oude schoolgegevens te raadplegen. Aangezien Danny echter onder een andere identiteit op zijn voormalige school zat, levert dit onderzoek gevaar op voor de Popes. De muziekleraar probeert Danny te overtuigen van zijn talent en wil hem inschrijven op de beroemde Juilliard School for Music. Voor Danny breken nu verwarrende tijden aan. Hij wil loyaal zijn aan zijn familie, maar ook zijn talent benutten. Als hij vervolgens ook nog verliefd wordt op Lorna, de dochter van Phillips, ligt zijn leven helemaal overhoop. Annie is intussen achter de ambitie van Danny gekomen. Ze begrijpt echter dat het punt gekomen is dat ze Danny moet loslaten. Haar man is echter niet zo overtuigd. Hij verzet zich tegen het idee dat zijn oudste zoon wil uitvliegen. Intussen heeft Danny aan Lorna zijn ware identiteit onthuld en brengt daarmee zijn ouders en broertje in gevaar. Annie neemt ondertussen contact op met haar vader om te proberen Danny onder te brengen. Ook deze daad vormt een potentieel gevaar. Arthur Pope besluit om weer te vluchten. Echter in een gesprek met Danny begrijpt hij dat zich niet moet opstellen als de autoriteit die hij zijn hele leven heeft bevochten. Hij stemt ermee in dat Danny zich losmaakt van het gezin. Niet lang daarna verlaten de Popes, zonder hun oudste zoon, het stadje en vluchten naar een nieuwe locatie en identiteit.

## Rolverdeling
| Acteur          | Personage      |
| --------------- | -------------- |
| Christine Lahti | Annie Pope     |
| Judd Hirsch     | Arthur Pope    |
| River Phoenix   | Danny Pope     |
| Martha Plimpton | Lorna Phillips |
| Ed Crowley      | Mr. Phillips   |

## Achtergrond
Eind jaren zestig was de VS verwikkeld in een bloedige oorlog in Vietnam. Het communistische Noord-Vietnam was in oorlog met Zuid-Vietnam dat werd gesteund door de VS. De oorlog kostte niet alleen veel Vietnamese en Amerikaanse soldaten het leven, maar eiste ook veel burgerslachtoffers. De oorlog was vrijwel dagelijks te volgen op televisie in de reguliere nieuwsuitzendingen. In de VS groeide in die tijd het verzet tegen de oorlog. Veel studenten en andere jongeren protesteerden aanvankelijk vreedzaam tegen de oorlog. Maar meer en meer begon het verzet te verharden. In 1969 werd door een groep radicalen The Weatherman opgericht. De naam was geïnspireerd door een strofe uit een liedje van Bob Dylan Subterranean Homesick Blues: You don't need a weatherman to know which way the wind blows. De groep was politiek geïnspireerd en wilde een einde maken aan, wat de groep noemde 'het Amerikaanse imperialisme. Men was uit op een 'klasseloze communistische maatschappij'. De groep radicaliseerde snel en was verantwoordelijk voor een aantal bomaanslagen in de VS. De oprichters van de groep Bill Ayers en Bernadine Dohrn gaven aanvankelijk les op Amerikaanse universiteiten. Zij namen deel aan verschillende bomaanslagen en werden al snel gezocht door de FBI. Tijdens hun onderduikperiode trouwden Ayers en Dohrn en kregen kinderen. Ze zwierven door de VS onder verschillende identiteiten en werden financieel ondersteund door vrienden. The Weatherman werd halverwege de jaren zeventig opgedoekt  maar Ayers en Dohrn gaven zich pas in 1980 over aan de autoriteiten. De reden voor de overgave was ingegeven door Dohrns zorgen over haar kinderen. Inmiddels waren de aanklachten tegen Ayers opgeheven, maar Dohrn moest zich verantwoorden voor mishandeling en het ontduiken van een borgsom. Uiteindelijk kreeg ze een boete van 1500 dollar en drie jaar voorwaardelijk. Toen ze weigerde te getuigen tegen een voormalig lid van The Weatherman kreeg ze alsnog een celstraf van een jaar. De film baseerde zich voor het scenario losjes op de onderduikperiode van Ayers en Dohrn. De aanslag op het laboratorium dat napalm vervaardigde en de conciërge verlamd en blind maakte, is gebaseerd op de Sterling Hall Bombing, een bomaanslag op de campus van de Universiteit van Wisconsin–Madison op 24 augustus 1970. Vier radicale jongeren wilden protesteren tegen universiteitsprogramma voor militaire research. Ze noemden zichzelf The New Years Gang. Bij de explosie kwam onderzoeker Robert Fassnacht om het leven. 
Ondanks bovenstaande politieke achtergronden is Running on Empty geen politieke film geworden. Sidney Lumet gebruikt het gegeven van een familie die op vlucht is voor de autoriteiten als katalysator voor de coming of age van Danny. Daar waar een doorsnee tiener zijn conservatieve vader moet overtuigen van zijn verlangen om zelfstandig te worden, daar moet Danny zijn progressieve en radicale vader van hetzelfde overtuigen. Het klassieke generatieconflict lijkt zich niet te weerhouden door een familie die allesbehalve doorsnee is.  